# Object Pascal
Object Pascal verwijst naar een tak van objectgeoriënteerde Pascalvarianten, en is vooral bekend als de belangrijkste programmeertaal van Delphi. Pascalcompilers, waaronder die voor Object Pascal, zijn doorgaans erg snel en produceren sterk geoptimaliseerde code.

## Varianten
- Borland gebruikte oorspronkelijk de naam Object Pascal voor de programmeertaal in de eerste Delphiversies, maar hernoemde de taal later Delphi. Compilers die zich richten op compatibiliteit met Object Pascal proberen doorgaans vooral compatibel te zijn met Delphibroncode.[bron?]
- CodeGear, een voormalige dochteronderneming van Borland en nu deel van Embarcadero Technologies, verkoopt geïntegreerde ontwikkelomgevingen (IDE's) die Object Pascalcode compileren naar Windows.
- Er heeft .NET-ondersteuning bestaan van Delphi 8 tot en met Delphi 2005, Delphi 2006 en Delphi 2007, maar dit is nu vervangen door een andere taal, Oxygene (zie hieronder), die niet volledig backward-compatibel is.
- De programmeertaal Oxygene, ontwikkeld door RemObjects, richt zich enkel op de Common Language Infrastructure. De Oxygenecompiler is opgenomen ineen nieuwe Delphiontwikkelomgeving die eigendom is van Embarcadero, genaamd Delphi Prism, die is gebaseerd op Microsoft Visual Studio.
- De Morfik Pascal-programmeertaal ontwikkeld door Morfik richt zich op Ajax-webapplicaties. De Morfikcompiler is ingebouwd in de AppsBuilder-IDE van het bedrijf en staat toe Object Pascal te gebruiken voor zowel in de browser als op de server uit te voeren code.
- Het opensource Free Pascal-project maakt het mogelijk de taal voor een breed scala aan besturingssystemen te compileren, waaronder Linux (32 bits en 64 bits), FreeBSD, Mac OS/Mac OS X, Win32, Win64 en Windows CE — evenals voor verschillende hardwarearchitecturen. De eerste versie van Free Pascal voor de iPhone-SDK 2.x werd aangekondigd op 17 januari 2009.[1] Er is nu ook ondersteuning voor embedded programmeren (ARM).
- MIDletPascal richt zich op het Java-bytecodeplatform.
- De opensource GNU Pascalcompiler is beschikbaar als een front-end voor de GNU Compiler Collection, en implementeert de ISO 7185 Pascalstandaard, en een groot deel van de ISO 10206 Extended Pascalstandaard.
- Er is ook een gratis compiler beschikbaar, genaamd Turbo51[2], voor het produceren van code voor Intel 8051-chips.
- WDSybil, een opensource Delphi-achtige IDE en compiler voor Microsoft Windows en OS/2, was oorspronkelijk een commerciële Borland Pascalcompatibele omgeving ontwikkeld door een bedrijf genaamd Speedsoft. Later werd de compiler doorontwikkeld tot een Delphi-achtige RAD genoemd Sybil, en uiteindelijk vrijgegeven onder de GPL toen het bedrijf zijn activiteiten staakte.

Kortom, het begrip Object Pascal verwijst tegenwoordig naar de verschillende Pascaldialecten met extensies voor objectgeoriënteerd programmeren, hoewel deze dialecten doorgaans vrijwel compatibel zijn met CodeGears implementatie.

## Geschiedenis

### Vroege geschiedenis bij Apple
Object Pascal is een uitbreiding op de programmeertaal Pascal en werd ontwikkeld door Apple Computer door een team onder leiding van Larry Tesler in overleg met Niklaus Wirth, de uitvinder van Pascal. Het stamt af van een eerdere objectgeoriënteerde versie van Pascal genaamd Clascal, die beschikbaar was voor de Lisacomputer.
Object Pascal was nodig voor de ondersteuning van MacApp, een uitbreidbaar Macintosh-applicatieframework dat tegenwoordig een klassenbibliotheek genoemd zou worden. Object Pascal-extensies en MacApp zelf werden ontwikkeld door Barry Haynes, Ken Doyle, en Larry Rosenstein, en werden getest door Dan Allen. Larry Tesler overzag het project, dat begon in begin 1985 en een product werd in 1986.
Apple liet de ondersteuning voor Object Pascal vallen toen ze in 1994 overschakelden van Motorola 68K-chips op IBM's PowerPC-architectuur.
Er is ook een Object Pascal-extensie geïmplementeerd in de Think Pascal-IDE. De IDE bevat een compiler en een editor met syntaxiskleuring- en -controlefuncties, een krachtige debugger en een klassenbibliotheek. Veel ontwikkelaars gaven de voorkeur aan Think Pascal in plaats van MacApp omdat het een goede integratie bood met zijn tools. De ontwikkeling is na versie 4.01 gestopt omdat het bedrijf werd opgekocht door Symantec. Daarop verlieten de ontwikkelaars het project.

### De Borland- en CodeGearjaren
In 1986 introduceerde Borland soortgelijke extensies, ook wel Object Pascal genoemd, in hun Turbo Pascal-compiler voor de Macintosh, en in 1989 voor Turbo Pascal 5.5 voor DOS.
In 1994 is Borland zich na MS-DOS op Windows gaan richten met de creatie van Delphi, een opvolger voor Turbo Pascal. Daarnaast introduceerden ze een set extensies die nu bekendstaat onder de naam Delphi.
De ontwikkeling van Delphi begon in 1994 en Delphi 1.0 werd officieel uitgebracht in de Verenigde Staten op 14 februari 1995. Hoewel code die gebruikmaakte van het objectmodel van Turbo Pascal nog steeds gecompileerd kon worden, ging met de nieuwe syntaxis van Delphi de voorkeur uit naar het gebruik van class in plaats van object, de Create-constructor en een virtuele Destroy-destructor in plaats van de procedures New en Dispose, properties, method pointers en een aantal andere zaken. Deze waren geïnspireerd door het ISO-ontwerp voor objectgeoriënteerde extensies, maar veel verschillen met het Turbo Pascal-dialect (zoals de eis in het ontwerp dat alle methodes virtueel zouden worden) werden genegeerd.
Het Delphidialect is door de jaren heen verder geëvolueerd, en ondersteunt nieuwe taalconcepten zoals 64-bits integers en dynamische arrays.

## Compilers
Er zijn veel compilers die bijna volledig compatibel zijn met het Object Pascal-dialect van Delphi.
Veel hiervan zijn gecreëerd om compilatie van Object Pascal mogelijk te maken op verschillende platformen, en onder verschillende licenties.
- Delphi is waarschijnlijk de bekendste compiler. Hij compileert naar Win16 (Delphi 1), Win32 (Delphi 2+) en .NET 1.x, 2.0 (Delphi 8, Delphi 2005 - 2007).
- Borland Kylix is een Linuxvariant van Delphi die alleen compileert naar Intel 32-bits Linux, en gebruikmaakt van Qt voor grafische interfaces. Kylix wordt niet meer bijgehouden. Met moderne distributies werkt het vaak niet out-of-the-box.
- Free Pascal is een compiler voor de opdrachtregel en richt zich op broncodecompatibiliteit met de belangrijkste functies van zowel de Turbo Pascal- als Delphidialecten. De huidige versie, 2.2, is in hoge mate compatibel met Delphi 6 or 7.[bron?] FPC genereert code voor x86-, x86-64-, PowerPC-, SPARC- en ARM-processoren onder verschillende besturingssystemen, waaronder Win32, Win64, Linux, FreeBSD, Mac OS en Mac OS X (met integratie in Xcode). Naast opdrachtregelgebruik zijn er ook diverse ontwikkelomgevingen beschikbaar voor Free Pascal, in het bijzonder de IDE Lazarus.
- In GNU Pascal (een afzonderlijk gedistribueerd deel van de GNU Compiler Collection) is, hoewel de compiler formeel niet gericht is op de CodeGeardialecten, wel een compatibiliteitsmodus aanwezig voor Borland Pascal, en de taal neemt langzaamaan Delphifunctionaliteit over. De taal is ongeschikt voor het direct hercompileren van grote hoeveelheden Delphicode, maar de compiler is opmerkelijk om zijn ondersteuning van veel verschillende besturingssystemen en hardwarearchitecturen.
- Virtual Pascal is een x86 32-bits Turbo Pascal- en Delphicompatibele compiler die zich voornamelijk richt op OS/2 en Windows, hoewel er ook een DOS+ Extender en een experimentele Linux-cross-compiler voor ontwikkeld zijn. De ontwikkeling van de compiler is gestopt toen ongeveer het niveau van Delphi 2 was bereikt, en de website is sinds 2007 niet meer beschikbaar.
- Oxygene (voorheen bekend als Chrome ) is een Object Pascalcompiler van RemObjects Software die integreert in Microsoft Visual Studio. De compiler is ook beschikbaar als gratis opdrachtregelcompiler die van zichzelf draait op de CLI. Hij genereert code voor .NET en Mono.
- MIDletPascal is bedoeld voor het ontwikkelen van mobiele applicaties en genereert J2ME-bytecode.
- PocketStudio is een op Pascal gebaseerde IDE voor Palm OS.

## Interpreters
Pascal Script (voorheen bekend als InnerFuse) is een opensource Object Pascalinterpreter en -scriptengine geschreven in Delphi. De implementatie ondersteunt een beperkte Object Pascalsubset.

## "Hello World"-voorbeeldprogramma's

### Apples Object Pascal
```
program
 
ObjectPascalExample
;

 

type

  
THelloWorld
 
=
 
object

    
procedure
 
Put
;

  
end

 

var

  
HelloWorld
:
 
THelloWorld
;

procedure
 
THelloWorld
.
Put
;

begin

  
WriteLn
(
'Hello, World!'
)
;

end
;

 

begin

  
New
(
HelloWorld
)
;

  
HelloWorld
.
Put
;

  
Dispose
(
HelloWorld
)
;

end
.

```

### Turbo Pascals Object Pascal
```
program
 
ObjectPascalExample
;

 

type

  
PHelloWorld
 
=
 
^
THelloWorld
;

  
THelloWorld
 
=
 
object

    
procedure
 
Put
;

  
end
;

var

  
HelloWorld
:
 
PHelloWorld
;
 
{ dit is een pointer naar een THelloWorld }

procedure
 
THelloWorld
.
Put
;

begin

  
WriteLn
(
'Hello, World!'
)
;

end
;

begin

  
New
(
HelloWorld
)
;

  
HelloWorld
^.
Put
;

  
Dispose
(
HelloWorld
)
;

end
.

```

Merk op dat deze object-constructie nog steeds beschikbaar is in Delphi en Free Pascal (Delphicompatibiliteitesmodus).

### Delphi en Free Pascals Object Pascal
```
program
 
ObjectPascalExample
;

type

  
THelloWorld
 
=
 
class

    
procedure
 
Put
;

  
end
;

procedure
 
THelloWorld
.
Put
;

begin

  
Writeln
(
'Hello, World!'
)
;

end
;

var

  
HelloWorld
:
 
THelloWorld
;
 
{ dit is een impliciete pointer }

begin

  
HelloWorld
 
:=
 
THelloWorld
.
Create
;
 
{ constructor geeft een pointer terug }

  
HelloWorld
.
Put
;

  
HelloWorld
.
Free
;
 
{ this line dereferences the pointer }

end
.

```

### Oxygene Object Pascal
```
namespace
 
ObjectPascalExample
;

interface

type

  
ConsoleApp
 
=
 
class

    
class
 
method
 
Main

  
end
;

  
THelloWorld
 
=
 
class

    
method
 
Put
;

  
end
;

implementation

method
 
THelloWorld
.
Put
;

begin

  
Console
.
WriteLine
(
'Hello, World!'
)
;

end
;

class
 
method
 
ConsoleApp
.
Main
;

begin

  
var
 
HelloWorld
 
:=
 
new
 
THelloWorld
;

  
HelloWorld
.
Put
;

end
;

end
.

```

## Ontwikkeling
Er worden continu functies toegevoegd aan Object Pascal met Delphi-extensies, nu ook door Free Pascal. In reactie op kritiek zijn in Free Pascal generics toegevoegd en zowel Delphi als Free Pascal ondersteunen nu operator overloading (maar met verschillende grammatica). Delphi heeft ook veel andere functies geïntroduceerd sinds versie 7, waaronder generics.

### Compilers
- Embeddable Pascal compiler
- WDSybil Homepage